# Spirit in the Dark
Spirit in the Dark è un album della cantante soul statunitense Aretha Franklin, pubblicato nel 1970 dalla Atlantic Records.

## Tracce
1. Don't Play That Song (Ahmet Ertegün, Betty Nelson) - 3:02
2. The Thrill Is Gone (Rick Darnell, Roy Hawkins) - 4:41
3. Pullin' - 3:38
4. You and Me - 3:34
5. Honest I Do - 3:19
6. Spirit in the Dark (Franklin) - 4:03
7. When the Battle Is Over - 2:43
8. One Way Ticket - 2:52
9. Try Matty's - 2:32
10. That's All I Want from You - 2:44
11. Oh No Not My Baby (Gerry Goffin, Carole King) - 2:55
12. Why I Sing the Blues - 3:05